# 野路ももこ
野路 ももこ（のじ ももこ、1957年3月5日 - ）は、日本の女優、声優。福島県喜多方市出身。プロダクション・タンク所属。

## 来歴
早稲田大学第二文学部卒業。
劇団お伽座に10年間所属。
オフィス薫附属声優養成所卒（第17期）。以前はオフィス薫に所属していた。

## 人物
方言は会津弁。
趣味・特技はラグビー観戦、寄席文字、書道（師範・9段）、料理（魚料理など)、奄美島唄。資格は普通自動車免許（ペーパー）。
旧芸名は渡部 ももこ（わたなべ ももこ）。

## 出演

### テレビアニメ
- 東京喰種トーキョーグール√A（2015年、おばあちゃん）
- 名探偵コナン（2022年、河合きぬ）
- 火狩りの王（2023年 - 2024年、神族） - 2シリーズ[一覧 1]
- ゾン100〜ゾンビになるまでにしたい100のこと〜（2023年、モブバアC）
- ラーメン赤猫（2024年、藤原[5]）
- 夏目友人帳 漆（2024年、古本屋の店主）

### 劇場アニメ
- とんがり頭のごん太（2022年）
- 僕が愛したすべての君へ/君を愛したひとりの僕へ（2022年）

### Webアニメ
- T・Pぼん（2024年、老婆）

### ゲーム
- ドラガリアロスト（2017年）

### 吹き替え

#### 映画
- あなたの旅立ち、綴ります（マーガレット）
- 家なき子 希望の歌声
- クロコダイル・ダンディー
- ジングル・オール・ザ・ウェイ2
- マン・フロム・トロント
- 別れる決心（ヘドン[6]）

#### ドラマ
- アウトサイダー
- NCIS: ニューオーリンズ シーズン3（秘書）
- グッド・ワイフ シーズン4（ペギー・バーン）
- グレイス&フランキー（老女）
- 刑事ヴァランダー4 ザ・ファイナル
- 最愛の敵〜王たる宿命〜
- ジェントルマン・ジャック 紳士と呼ばれたレディ
- シカゴ・メッド
- THIS IS US/ディス・イズ・アス シーズン3
- トワイライト・ゾーン
- THE BLACKLIST/ブラックリスト シーズン5（アン）
- ミスター・メルセデス（店員）

#### テレビ番組
- ソーイング・ビー5（ジーン）

### テレビドラマ
- 明日、私は誰かのカノジョ（2022年、声の出演）

### テレビ番組
- ヤミツキ人生!

### ボイスオーバー
- 愛という名の凶器2
- Bigドリーム Smallハウス

### 舞台
- アンチゴーヌ
- 銀河鉄道の夜（サソリ、教師）
- 検察側の証人
- セイム・タイム、ネクスト・イヤー（ドリス）
- 注文の多い料理店
- 洞熊学校を卒業した三人（語り、かたつむり）
- 猫の事務所（かま猫）
- ねずみたち（ジェニファー）
- ポラーノの広場（キュースト）
- モモ（リリアーナ、マイスターホラ、マネージャー）
- 夜叉が池（万年姥）

### シリーズ一覧
1. ↑  第1シーズン（2023年）、第2シーズン（2024年）